# رمان زندگی‌نامه‌ای
رمان زندگی‌نامه‌ای گونه‌ای از رمان است که در آن شرح حال فرد یا افرادی که در گذشته می‌زیستند، در قالب داستان روایت می‌شود. در این اثر بر خلاف زندگی‌نامه‌نویسی از آرایه‌های ادبی نیز برای پروراندن اثر استفاده می‌شود. در این ژانر از رمان، ممکن است نام‌های شخصیت‌ها عوض شده و برخی رویدادهای غیر واقعی در کنار رویدادهای واقعی اضافه شود.
اینگونه زندگی‌نامه‌ها معمولاً ماهیتی تاریخی دارند و دربرگیرنده زندگی افرادی هستند که با اقتباس و جرح و تعدیل نوشته می‌شوند. نمونه بارز این نوع رمان زندگی‌نامه‌ای در قالب فیلم‌ها روایت می‌شود که تغییرات بسیاری در زندگی یک قهرمان ایجاد می‌شود اما داستان کل و شخصیت آن مشخص است. 